# Franziskus Strunk

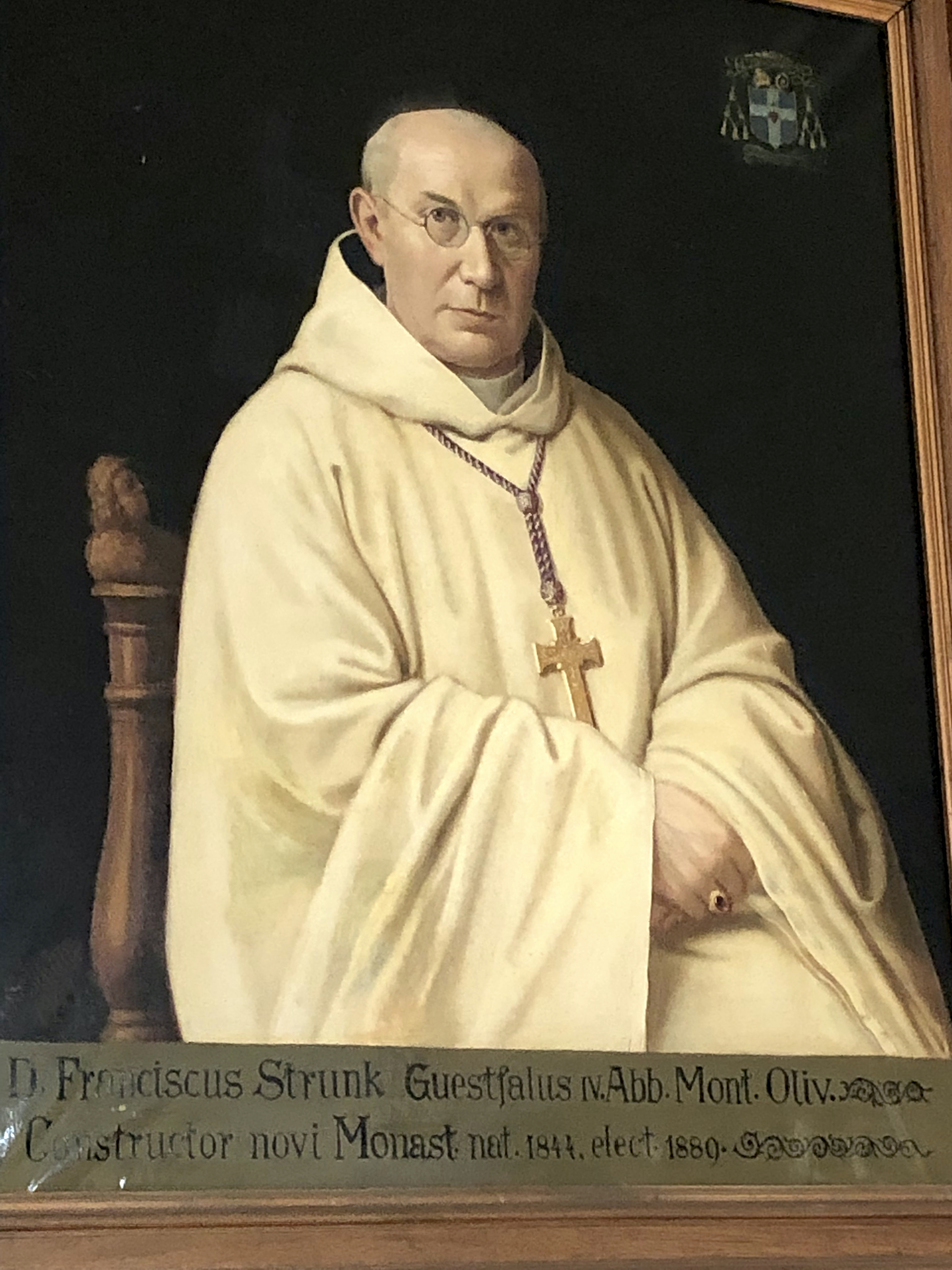
Dom Franziskus Strunk, 4. Abt der Trappistenabtei Oelenberg

Franziskus Strunk (* 19. März 1844 in Gelsenkirchen; † 8. April 1922 in Heimbach) war ein deutscher Kapuziner und Zisterzienser und von 1889 bis 1912 Abt der Abtei Oelenberg.

## Leben
Karl Strunk war der Sohn des Gelsenkirchener Bürgermeisters Heinrich Strunk. Nach dem Besuch des Gymnasiums Theodorianum in Paderborn bis zum Abitur 1864 studierte er Theologie und Philosophie in Innsbruck. Nachdem er zum Subdiakon des Erzbistums Paderborn geweiht worden war, wechselte er an das Priesterseminar Mainz. In Mainz trat er 1867 unter dem Ordensnamen Franz Xaver in den Kapuzinerorden ein, für den er nach der Priesterweihe 1868 in Mainz und Kleve als Seelsorger tätig war und Guardian des Klosters in Krefeld wurde.
Vor dem sog. preußischen Kulturkampf wich er in die Vereinigten Staaten von Amerika aus. Dort wirkte er als Seelsorger und Missionar. 1882 trat er als Zisterzienser in die Abtei Oelenberg im Elsass ein und nahm den Ordensnamen Franziskus ein. Nach der Ablegung seiner Gelübde 1884 war er dort Beichtvater der Schwestern und eröffnete 1887 als Prior das im Kulturkampf geschlossene Kloster Mariawald wieder.
Zwei Jahre später zum Abt von Oelenberg gewählt, ließ er für die dort lebenden Zisterzienserinnen das Kloster Altbronn in Ergersheim bauen und in Oelenberg eine neue Abteikirche, die 1905 geweiht wurde. Darüber hinaus unternahm er im Auftrag der Ordensleitung mehrere Visitationsreisen nach Amerika und Südafrika.
Aus gesundheitlichen Gründen zog er sich 1912 von der Klosterleitung zurück und verbrachte seinen Lebensabend im Kloster Mariawald, wo er 1922 starb.